# Folquet de Lunèl
Folquet de Lunèl (1244 – voltant de 1300) va ser un trobador occità, originari, com ho indica el seu nom, de la vila de Lunèl, localitat del Llenguadoc oriental. De la seva producció en romanen nou poemes, dels quals cinc són cançons, dos partiments i dos sirventesos. També va ser l'autor d'una obra més llarga, el Romans de mondana vida, dedicat a Enric II de Rodés.

## Vida
És precisament gràcies al Romans de mondana vida, escrit el 1284, que se sap la data aproximativa de naixement de l'autor, ja que hi diu que tenia 40 anys quan el va escriure. També es té constància d'activitat literària anterior a la redacció del roman, ja que Folquet participà en un partiment amb Guiraut Riquier, que es data entre 1264 i 1270, segons Josèp Anglada, editor de Guiraut Riquier (154,2b = 248,43 Guiraut, don' amb beutat granda). En aquest partiment Folquet planteja a Giraut què ha de plaure a un cavaller que jeu en un llit allunyat del de la seva dama; que ell vagi a ella, o ella a ell?
Folquet es trobava el 1269 en el seguici de l'infant Pere d'Aragó quan viatjà a Toledo a entrevistar-se amb Alfons el Savi. Folquet apareix en els comptes junt amb dos altres trobadors: Dalfinet i Cerverí, que cal identificar amb Cerverí de Girona. En el sirventès Al bon rey qu'es reys de pretz car, que possiblement és escrit vers 1273, hi ha un vers que sembla indicar que havia estat a Llombardia.

## Obra
L'obra lírica conservada és la que s'enumera tot seguit. El Roman de mondana vida fou editat també per Eichelkraut i modernament per Ricketts.

### Sirventesos
- (154,1)[3] Al bon rey qu'es reys de pretz car (sirventès)
- (154,4) Per amor e per solatz (sirventès)

### Cançons
- (154,2) Dompna bona bell' e plazens" (cançó religiosa)
- (154,3) No pot aver sen natural
- (154,5) Quan beutatz me fetz de primier
- (154,6) Si quon la fuelh' el ramelh (cançó religiosa)
- (154,7) Tant fin' amors totas horas m'afila (cançó religiosa)

### Partiments
- (154,2a = 248,38) Guiraut, pois sem amb senhor, cui agença (partiment amb Guiraut Riquier)
- (154,2b = 248,43) Guiraut, don' amb beutat granda (partiment amb Guiraut Riquier)

## Els estudis sobre Folquet de Lunèl
A la seva antologia dels trobadors Jean-Baptiste de La Curne de Sainte-Palaye estudià i comentà part de l'obra del trobador, amb tot l'estudi més complet és probablement obra de l'investigador alemany Franz Eichelkraut que publicà a Berlín Der Troubadour Folquet de Lunel després d'haver estudiat intensament el manuscrit de París.

### Edicions
- Franz Eichelkraut, Der Troubadour Folquet de Lunel, Berlin, 1872 (reprint: Ginebra, Slatkine, 1975) (disponible en línia, vegeu enllaços externs)

### Repertoris
- Alfred Pillet / Henry Carstens, Bibliographie der Troubadours von Dr. Alfred Pillet […] ergänzt, weitergeführt und herausgegeben von Dr. Henry Carstens. Halle : Niemeyer, 1933 [Folquet de Lunèl és el número PC 154]